# Адолф (Юлих-Берг)
Адолф VII фон Юлих-Берг (на немски: Adolf VII von Jülich-Berg) от Дом Юлих (-Хаймбах), е от 1408 г. херцог на Берг, от 1423 г. също херцог на Юлих, от 1395 до 1402 граф на Равенсберг. При него двете херцогства се обединяват като Юлих-Берг.

## Биография
Роден е през 1370 година. Той е син на херцог Вилхелм II (1348 – 1408) и съпругата му Анна фон Пфалц (1346 – 1415), дъщеря на Рупрехт II, курфюрст на Пфалц, сестра на римско-немския крал Рупрехт.
Адолф получава от баща си през 1395 г. Графство Равенсберг. Той иска от баща си и други територии и през 1404 г. го затваря. Когато чичо му Рупрехт през 1405 г. го осъжда, той се подчинява на баща си. През 1408 г. той го наследява като херцог.
Адолф се жени през 1401 г. за Йоланта от Бар († 1421), дъщеря на херцог Роберт I от Бар (1344 – 1411) и Мария Френска (1344 – 1404), дъщеря на френския крал Жан II. С Йоланта от Бар той има син Рупрехт, който умира през 1431 г. Когато нейният брат Едуард III, херцог на Бар, е убит през 1415 г. в битката при Аженкур и херцогството получава далечния му племенник Рене I Анжуйски. Съпругата му умира през 1421 г.
Адолф тръгва през 1421 г. против противника си Рене Анжуйски, но през 1422 е пленен в Лотарингия, трябва да плати освобождението си и се отказва от Бар.
През 1423 г. умира херцог Райналд от Гелдерн и Юлих без наследник. Адолф успява да го наследи като херцог на Юлих.
На 14 февруари 1430 г. в Майнц 1430 г. Адолф се жени за Елизабет Баварска (* 1406, † 5 март 1468), дъщеря на херцог Ернст от Бавария-Мюнхен и Елизабета Висконти. Бракът е бездетен.
Адолф умира на 14 юли 1437 година в Кьолн без директен наследник. Погребан е в катедралата на Алтенберг. Наследник като херцог на Юлих и Берг става неговият племенник Герхард, дотогава граф на Равенсберг.
През 1440 г. вдовицата му Елизабет се омъжва във Вормс за граф Хесо фон Лайнинген-Дагсбург († 1467).